# Xenoglossa angustior
Xenoglossa angustior är en biart som beskrevs av Cockerell 1899. Xenoglossa angustior ingår i släktet Xenoglossa och familjen långtungebin. Inga underarter finns listade i Catalogue of Life.